# Acide méconique
L’acide méconique est un composé chimique présent notamment dans les pavots (papavéracées), notamment du pavot somnifère. C'est un acide dicarboxylique avec une cétone et un hydroxyle sur un noyau pyrane, très peu soluble dans l'eau mais très soluble dans l'éthanol. Il est incolore mais réagit avec le perchlorure de fer FeCl3 en donnant un produit rouge.
L'acide méconique représente 5 % de l'opium, dont il peut servir à révéler la présence en tant que marqueur analytique. Il a pu être présenté comme narcotique doux mais ne présente en réalité quasiment pas d'activité physiologique et n'est pas utilisé en médecine.